# منترولده
منترولده (به هلندی: Menterwolde) یک شهرستان در هلند است که در خرونینگن واقع شده‌است. منترولده ۲ متر بالاتر از سطح دریا واقع شده‌است.